# König Faruqs Schildkröte
König Faruqs Schildkröte  war eine Galápagos-Riesenschildkröte (Geochelone elephantopus), die laut verschiedenen Meldungen vormals Faruq I., dem vorletzten König von Ägypten, gehörte und deren Tod im Zoo von Gizeh mehrfach vermeldet wurde – angeblich im Alter von 270 oder 280 Jahren als älteste oder zweitälteste Schildkröte der Welt. Gesicherte Angaben zum Leben und zum Alter der Schildkröte liegen nicht vor.

## Historie
1952 dankte der ägyptische König Faruq ab und ging ins Exil nach Rom. In einem seiner Palastgärten unterhielt er einen Privatzoo, den er zurücklassen musste. In diesem Privatzoo lebte auch die Riesenschildkröte Samir, die vom Zoo Gizeh übernommen wurde. Nach anderen Quellen überließ Faruq die Schildkröte dem Zoo bereits im Jahre 1936, in weiteren Berichten heißt es, das Tier sei schon 1890 als Geschenk des Khediven Muhammad Tawfiq, der den Zoo damals eröffnet hatte, in den Tierpark gekommen.
Am 7. April 2006 meldete die internationale Presse gemäß Angaben der Zooleitung, dass Samir im Alter von 270 Jahren und damit als älteste Schildkröte der Welt an Altersschwäche gestorben sei. Im April 2013 wurde der Tod von König Faruqs Schildkröte im Zoo von Kairo erneut gemeldet. Nach Erkenntnissen der britischen Zeitung Independent handelte es sich dabei jedoch um eine Falschmeldung: Das Tier sei nur 80 Jahre alt geworden und schon 15 Jahre zuvor, also 1998, gestorben. In einem Interview mit der britischen Zeitung erklärte der Zoodirektor Alaa Abdoon, die neuerliche Falschmeldung von Samirs angeblichem Tod diene seiner Meinung nach dazu, das Ende der glücklosen Präsidentschaft von Mohammed Mursi mit dem Tod des in Ägypten populären Tieres in Verbindung zu bringen. Im April 2015 wurde erneut, diesmal vom arabischen Dienst von CNN, gemeldet, die Schildkröte sei nun im Alter von 270 Jahren als zweitälteste Schildkröte der Welt verstorben.
Am 22. März 2006 war im Zoo von Kalkutta die Aldabra-Riesenschildkröte namens Adwaita verstorben, angeblich mit einem Alter von 256 Jahren die damals älteste in Gefangenschaft lebende Schildkröte. 2015 galt nun als älteste noch lebende Schildkröte die 183 Jahre alte Seychellen-Riesenschildkröte Jonathan auf der im Südatlantik gelegenen britischen Insel St. Helena.